# Final da Taça Guanabara de 2008
A final da Taça Guanabara de 2008 definiu o campeão do primeiro turno e o primeiro finalista do campeonato carioca de futebol de 2008. Foi decidida por Botafogo e Flamengo em partida única no Estádio do Maracanã. Diego Tardelli saiu do banco de reservas para marcar, aos 46 minutos do segundo tempo, o gol do título da Taça Guanabara para o Flamengo na vitória por 2 a 1 sobre o Botafogo, de virada, na tarde deste domingo, no Maracanã. Wellington Paulista, para o Botafogo, e Ibson, para o Flamengo, marcaram os outros gols do jogo. Com a taça do primeiro turno, o Rubro-Negro já está assegurado na decisão do campeonato carioca.

## Campanhas
|  | Botafogo | 7 | 5 | 1 | 1 | 20 | 8 | +12 |
|  | Flamengo | 7 | 6 | 0 | 1 | 19 | 7 | +12 |

## Histórico de confrontos
|  | Botafogo | 262 | 82 | 82 | 98 | 373 | 411 |  |
|  | Flamengo | 262 | 98 | 82 | 82 | 411 | 363 |  |

## Final
| 24 de fevereiro de 2008 16:00 | Botafogo                | 1 – 2  | Flamengo                         | Estádio do Maracanã, Rio de Janeiro               |
|                               | Wellington Paulista 27' | Súmula | Ibson 63' · Diego Tardelli 90+1' | Público: 78,830 Árbitro: Marcelo de Lima Henrique |

| G              | 1  | Castillo            |                                   |                                   |
| LD             | 2  | Alessandro          |                                   | 45'                               |
| Z              | 3  | Renato Silva        | 31'                               |                                   |
| Z              | 4  | Ferrero             | 60'                               |                                   |
| LE             | 6  | Eduardo             |                                   | 56'                               |
| V              | 5  | Tulio               | 46'                               |                                   |
| V              | 8  | Diguinho            | 80'                               | Penalizado · Penalizado · Expulso |
| M              | 10 | Lúcio Flávio        | 61'                               | Penalizado · Penalizado · Expulso |
| M              | 11 | Zé Carlos           | Penalizado · Penalizado · Expulso |                                   |
| A              | 7  | Adriano Felício     |                                   | 67'                               |
| A              | 9  | Wellington Paulista |                                   |                                   |
| Substituições: |    |                     |                                   |                                   |
| G              | 12 | Renan dos Santos    |                                   |                                   |
| Z              | 13 | Édson               |                                   | 56'                               |
| Z              | 14 | André Luís          |                                   |                                   |
| V              | 15 | Wellington Júnior   |                                   |                                   |
| V              | 11 | Abedi               |                                   |                                   |
| M              | 15 | Fábio Santos        |                                   | 76'                               |
| A              | 18 | Jorge Henrique      |                                   | 82'                               |
| Treinador:     |    |                     |                                   |                                   |
| Cuca           |    |                     |                                   |                                   |

| G              | 1  | Bruno           |                                   |     |
| LD             | 2  | Léo Moura       |                                   |     |
| Z              | 3  | Fábio Luciano   | 90'                               |     |
| Z              | 14 | Ronaldo Angelim |                                   |     |
| LE             | 6  | Juan            |                                   |     |
| V              | 14 | Jaílton         |                                   | 45' |
| V              | 16 | Cristian        |                                   |     |
| M              | 7  | Ibson           | 86'                               |     |
| V              | 7  | Toró            |                                   | 79' |
| A              | 22 | Marcinho        | 25'                               | 45' |
| A              | 9  | Souza           | Penalizado · Penalizado · Expulso |     |
| Substituições: |    |                 |                                   |     |
| G              | 20 | Diego           |                                   |     |
| Z              | 23 | Rodrigo Arroz   |                                   |     |
| V              | 5  | Jônatas         |                                   |     |
| M              | 15 | Kléberson       | 71'                               | 45' |
| M              | 19 | Leo Medeiros    |                                   |     |
| A              | 15 | Diego Tardelli  | 88'                               | 79' |
| A              | 18 | Obina           |                                   | 45' |
| Treinador:     |    |                 |                                   |     |
| Joel Santana   |    |                 |                                   |     |